# شاپرکیان پردار
شاپرکیان پردار (نام علمی: Pterophorinae) نام یک زیرخانواده از تیره پرپرواران است.